# سكوت هارفي
سكوت هارفي (بالإنجليزية: Scott Harvey)‏ هو لاعب غولف أمريكي، ولد في 30 مايو 1978 في غرينزبورو في الولايات المتحدة.